# Лотел (Луизијана)
Лотел (енгл. Lawtell) насељено је место без административног статуса у америчкој савезној држави Луизијана.

## Демографија
По попису из 2010. године број становника је 1.198.
| Група             | 2000.    | 2010.       |
| Белци             | 0 (0,0%) | 540 (45,1%) |
| Афроамериканци    | 0 (0,0%) | 594 (49,6%) |
| Азијати           | 0 (0,0%) | 2 (0,2%)    |
| Хиспаноамериканци | 0 (0,0%) | 29 (2,4%)   |
| Укупно            | 0        | 1.198       |